# ヤロスラフ・コチアン
ヤロスラフ・コチアン（チェコ語: Jaroslav Kocián, 1883年2月22日 – 1950年3月8日 ）はチェコのヴァイオリニスト・作曲家・音楽教師。

## 略歴
プラハでオタカール・シェフチークに師事し、ヤン・クベリークと並んで「“シェフチーク楽派”の俊英」と呼ばれた。演奏家としては、J.S.バッハのヴァイオリン作品の解釈で名高い。レコードはヤン・クベリークがグラモフォン、ビクター系・オデオン、フォノティピア系に大量に録音をしたのとは対照的に、ヤロスラフ・コチアンは1909年にCOLUMBIA-PHONOGRAPH Co.へ10吋盤を片面3枚(セレナーデ，ピエルネ作曲､カンツォネッタ，ダンブロジオ作曲､エルフィンダンス，スピース作曲)のみ録音をした。古い録音で機械式吹込み法時代のSP盤しかなく、プレスは大量にされているのだが滅多に見掛ける事がない。他に1曲メンデルスゾーンの曲を映画で演奏をして居るので、モノクロームではあるが、コチアンが実際に演奏を行っている姿の動画が見る事が出来ると共に、その演奏を聴く事が可能である。パブロ・デ・サラサーテやヨーゼフ・ヨアヒム、ヤン・クベリークの様にLPやCDに復刻されていない為、研究者や旧盤レコードの収集家からは現在も注目されている。教育者としては、長年プラハ音楽院で教鞭を執り、ヨセフ・スークらを育てた。スークは恩師のヴァイオリン作品を録音している。

## 註
1. ↑  Jaroslav Smolka: Malá encyklopedie hudby. Prague: Editio Supraphon, 1983, p. 331